# Complete Failure
Complete Failure (dt. Völliges Versagen) ist eine US-amerikanische Grindcore-Band aus Pittsburgh, Pennsylvania, die im Jahr 2006 gegründet wurde.

## Geschichte
Die Band wurde im Jahr 2006 gegründet. Ihren ersten Auftritt hielt die Band am 14. April 2007 im Pittsburgher White Eagle ab. Gegen Ende des Jahres erreichte die Band ihren ersten Plattenvertrag, worüber das Debütalbum Perversions of Guilt erschien. Die Band bestand zu diesem Zeitpunkt aus dem Sänger Joe Mack, dem Gitarristen Erik Wynn, dem Bassisten James Curl und dem Schlagzeuger Mike Rosswog. Der Tonträger wurde von Steve Austin, sonst bei Today Is the Day tätig, aufgenommen, abgemischt und gemastert. Von März bis Juli 2008 ging die Band auf Tour durch Nordamerika und Europa zusammen mit Gruppen wie Today Is the Day, Rwake, Mouth of the Architect, Fuck the Facts und Psyopus. Im selben Jahr erschien zudem in Eigenveröffentlichung das Live-Album Good Things Happening to Bad People – Live from Bern Switzerland. Im April 2009 nahm die Band ihr nächstes Album Heal No Evil auf und veröffentlichte es in Eigenveröffentlichung. Das Album sollte im Jahr 2010 über Relapse Records wiederveröffentlicht werden. Im Jahr 2012 erschien in Eigenveröffentlichung das Album The Art Gospel of Aggravated Assault, ehe es im Jahr 2012 über Season of Mist wiederveröffentlicht wurde. Mittlerweile hat Gitarrist Wynn die Band verlassen, woraufhin James Curl vom Bass zur Gitarre wechselte und Mark Bogacki als neuer Bassist zur Band kam.

## Stil
Laut Thomas Sonder vom metal Hammer spiele die Band auf The Art Gospel of Aggravated Assault schnell gespielten, aggressiven Grindcore vergleichbar mit Gruppen wie Pig Destroyer und Rotten Sound. Die Geschwindigkeit bleibe fast durchgehend hoch, was auf Dauer jedoch zu eintönig werden könne. Der Einsatz von Doublebass sei zudem hierbei charakteristisch. In dem Lied Hero of the Church Herd, in dem Mack „in Rage spricht“, erinnere er an Jello Biafra.

## Diskografie
- 2008: Perversions of Guilt (Album, SuperNova Records)
- 2008: Good Things Happening to Bad People – Live from Bern Switzerland (Live-Album, Eigenveröffentlichung)
- 2009: Heal No Evil (Demo, Eigenveröffentlichung)
- 2009: Heal No Evil (Album, Eigenveröffentlichung, 2010 Wiederveröffentlichung über Relapse Records)
- 2012: The Art Gospel of Aggravated Assault (Album, Eigenveröffentlichung, 2013 Wiederveröffentlichung über Season of Mist)